# Inferno - Canto quattordicesimo

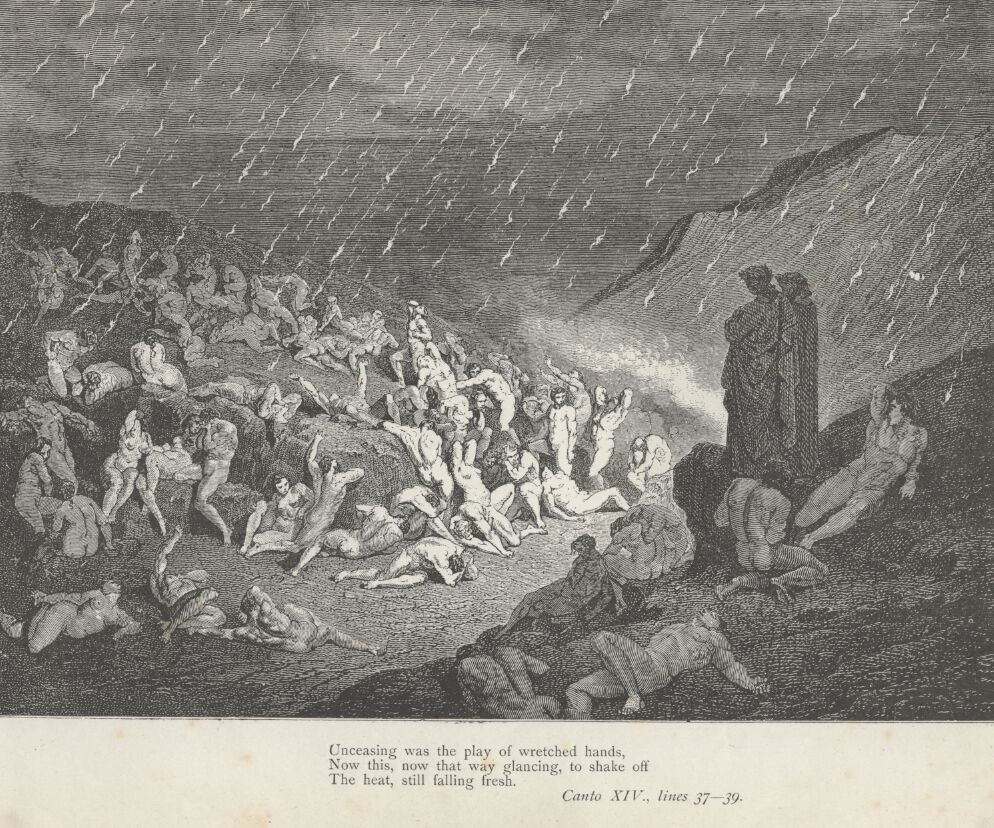
Il "sabbione" dei violenti contro Dio e natura, illustrazione di Gustave Doré

Il canto quattordicesimo dell'Inferno di Dante Alighieri si svolge nel terzo girone del settimo cerchio, dove sono puniti i violenti contro Dio, contro natura e contro arte; siamo all'alba del 9 aprile 1300 (Sabato Santo), o, secondo altri commentatori, del 26 marzo 1300.

## Incipit
(Anonimo commentatore dantesco del XIV secolo)

## Analisi del canto

### La distesa infuocata - versi 1-42

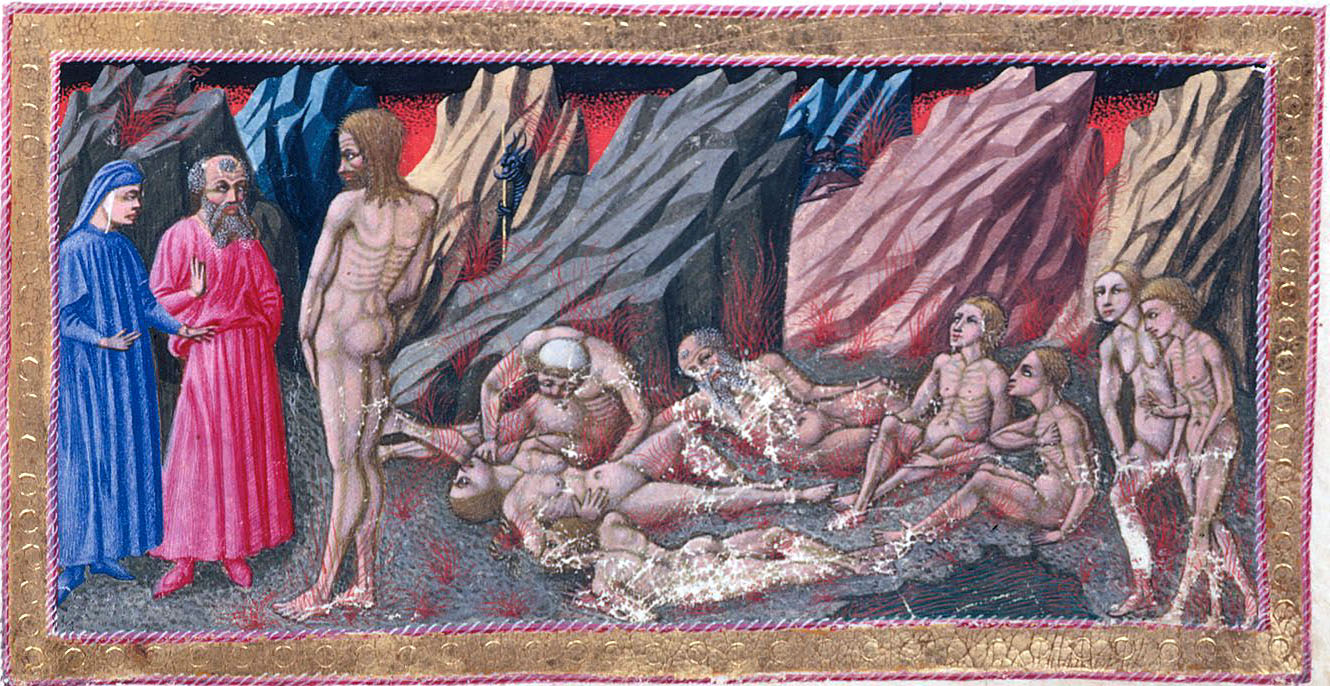
Priamo della Quercia, illustrazione al Canto XIV

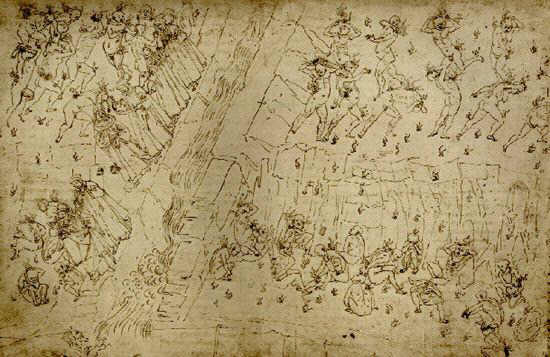
Sandro Botticelli, il cerchio dei violenti contro natura e Dio (Disegni per la Divina Commedia)

Il canto si apre ricollegandosi alla fine del XIII: Dante, impietosito dalle parole dell'anonimo concittadino fiorentino trasformato in arbusto e straziato durante l'assalto degli scialacquatori braccati da cani infernali, raccoglie i rami spezzati e li depone ai piedi del cespuglio, come richiesto nel canto precedente. Il gesto è mosso dalla pietà e dal legame con la patria: «carità del loco natio mi strinse».
Dante e Virgilio si portano quindi al confine tra il secondo e il terzo girone, dove assistono alla terribile manifestazione della giustizia divina, che qui si abbatte senza alcuna deroga. Si trovano dinanzi a una landa desolata e priva di vegetazione, circondata dalla selva dei suicidi come da una "ghirlanda", e al tempo stesso delimitata dal fosso del Flegetonte. La menzione del fiume di sangue richiama alla mente il primo girone del cerchio, in un disegno topografico e morale coerente, che prepara alla sua futura rievocazione.
I poeti si fermano sull'orlo della "spiaggia", che Dante paragona a quella percorsa da Catone Uticense secondo la narrazione della Pharsalia di Lucano. Dopo un'invocazione a Dio – per proteggere la narrazione dall'empietà del paesaggio e del tema – il poeta descrive la pena dei dannati: essi sono nudi (come di consueto, ma qui Dante lo sottolinea per accentuarne la vulnerabilità e la miseria), numerosi e disperati. Tutti piangono, ma non tutti subiscono la medesima forma di supplizio: alcuni giacciono supini e sono i più tormentati, altre stanno seduti, altri ancora, più numerosi, corrono incessantemente in tondo.
Su tutti cade una pioggia di fuoco, fitta e costante come la neve che cade dritta sulle Alpi quando non soffia il vento. L'immagine è ripresa da diversi passi biblici: Genesi 19,24 (la distruzione di Sodoma e Gomorra) ed Ezechiele 38,22, ma anche dal Salmo 10: «Farà piovere sugli empi brace, fuoco e zolfo; vento bruciante sarà la sorte del loro calice». Non c'è qui un contrappasso diretto e lineare, ma si può cogliere una logica simbolica: la pioggia di fuoco, evento innaturale per eccellenza, si addice a coloro che hanno violato l'ordine naturale o divino. Inoltre, come il fuoco celeste distrusse Sodoma, così ora tormenta i peccatori contro Dio e contro natura.
Dante non identifica ancora le categorie specifiche dei dannati; lo farà nei tre canti successivi. I supini sono i violenti contro Dio (i bestemmiatori), quelli che corrono sono i violenti contro natura (i sodomiti), quelli seduti sono i violenti contro natura e arte (gli usurai). Curiosamente, Dante presenterà le categorie in ordine inverso rispetto alla gravità morale del peccato: dai bestemmiatori, che occupano il grado più alto, agli usurai, che ne rappresentano la forma più bassa secondo la gerarchia etica medievale.
Per illustrare la pioggia infuocata, Dante introduce una similitudine colta e curiosa: la paragona a quella descritta in una presunta lettera di Alessandro Magno ad Aristotele, in cui si racconta che in India cadde dal cielo una pioggia di faville infuocate. Alessandro ordinò ai suoi soldati di calpestare il suolo per spegnere le fiamme, con il ragionamento che il fuoco, se spento subito, si estingue più facilmente. Dante fonde due episodi descritti nella lettera: una nevicata soffocata dai passi dei soldati, e una pioggia di fuoco estinta con le vesti. È probabile che Dante non conoscesse la lettera direttamente, ma ne abbia appreso il contenuto da fonti intermedie, come le Meteore di Alberto Magno, che riportano un resoconto analogo.
Nell'Inferno la sabbia stessa prende fuoco con facilità, come l'esca accesa sotto la pietra focaia («focile», nell'accezione antica), raddoppiando così la pena: i dannati sono arsi sia dall'alto, per la pioggia di fuoco, sia dal basso, per il terreno infuocato. Dante è colpito infine dal continuo agitarsi delle mani dei dannati, che si sventolano nel vano tentativo di scacciare l'"arsura fresca" – un ossimoro efficace per indicare le fiammelle appena cadute che bruciano con nuovo vigore.

### Capaneo - vv. 43-72

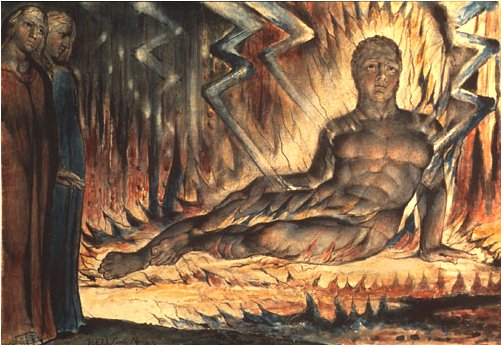
Capaneo, immaginato da William Blake

Dante si rivolge quindi a Virgilio, anche se non è del tutto chiaro perché senta il bisogno di ricordargli che riesce in ogni cosa, tranne che nel confronto con i diavoli incontrati davanti alla porta della città di Dite, nell'episodio narrato nel canto VIII. Il richiamo potrebbe avere un valore simbolico: si tratta forse di un'allusione allegorica alla limitazione della ragione umana, rappresentata da Virgilio, che non può da sola sconfiggere i peccati di malizia senza l'intervento della grazia divina – che nel canto VIII si manifesta attraverso l'arrivo del messo celeste.
Dante poi chiede chi sia quella figura imponente («grande» nel corpo o nell'animo?) che giace sprezzante e torva sulla sabbia ardente, come se non fosse toccata dalla pioggia di fuoco. L'insistenza sull'aspetto e sull'atteggiamento del dannato, sottolineata da numerose occorrenze del verbo parere, ha fatto pensare ad alcuni commentatori che l'atteggiamento di Capaneo fosse una sorta di messinscena, una posa deliberata. Tuttavia, è più probabile che Dante abbia voluto esprimere la sua sorpresa e il suo turbamento di fronte a una figura così "grande", nell'apparenza come nella colpa.
Accortosi di essere osservato, il dannato prende la parola e, con un grido colmo d'ira, esclama (parafrasi): «Quale fui da vivo, tale sono da morto. Anche se Giove stancasse il suo fabbro – quello da cui, furioso, prese l'acuta folgore con cui mi colpì l'ultimo giorno della mia vita – anche se sfinisse gli altri Ciclopi, sempre intenti nella fucina nera dell'Etna (qui chiamata col nome arabo-latino "Mongibello"), e gridasse "Buon Vulcano, aiuto, aiuto!" come fece nella battaglia di Flegra contro i giganti, e mi scagliasse addosso tutti i suoi fulmini: non troverebbe in me alcuna soddisfazione». (vv. 51-61)
Questo anatema, scagliato senza respiro e con furia invincibile, è la voce stessa dell'empietà. Il dannato, il cui nome viene rivelato poco dopo, è Capaneo, uno dei sette re che assediarono Tebe. Come narra Stazio nella Tebaide, Capaneo, giunto sulle mura della città nemica, osò bestemmiare contro il cielo stesso, finché Zeus lo fulminò con la sua saetta. Ora, nell'Inferno, egli rinnova la sua sfida, rifiutando di piegarsi a Dio anche nella dannazione, ribadendo il proprio odio e disprezzo per la divinità.
È importante notare che il Giove pagano, nel sistema dantesco, agisce qui come maschera del Dio cristiano: l'offesa al dio classico è letta come emblema dell'empietà vera, del rifiuto dell'autorità divina. La bestemmia, per Dante, non è una semplice imprecazione dettata dall'impulso, ma è il segno profondo del disprezzo cosciente e deliberato della divinità.
Di fronte alla bestemmia di Capaneo, Virgilio reagisce con veemenza. Gli si rivolge furente e afferma (parafrasi): «O Capaneo, il fatto che la tua superbia non si estingua è esso stesso la tua pena: nessun tormento sarebbe più adeguato alla tua empietà che la rabbia che ti divora» (vv. 63-66). Virgilio intende che Dio non lo punisce obbligandolo a piegarsi, ma lascia che il dannato arda eternamente nella sua stessa collera, nella ripetizione infinita del suo peccato. È la sua ostinata superbia a costituire la pena più feroce, più ancora del fuoco che lo brucia.
Virgilio ribadisce il concetto anche a Dante, rivolgendosi a lui con tono più pacato  – «con miglior labbia» – e racconta brevemente la vicenda dei sette re che assediarono Tebe. Conclude osservando come il disprezzo di Capaneo sia un "degno ornamento del suo cuore", ovvero un segno coerente della sua natura malvagia e ribelle.
Dante, con questo episodio, chiarisce che la bestemmia non è per lui una colpa accidentale o linguistica, bensì una ribellione interiore e consapevole contro l'ordine divino. Essa non ha nulla a che vedere con l'ateismo: chi bestemmia, infatti, ammette implicitamente l'esistenza dell'oggetto del suo odio. L'ateismo e l'epicureismo, intesi come negazione intellettuale dell'immortalità dell'anima e del divino, sono trattati altrove, nel canto X dell'Inferno, all'interno della città di Dite.

### Il ruscello di sangue - vv. 73-93

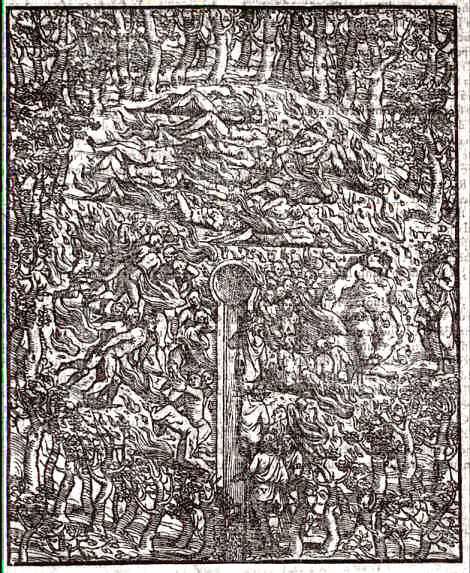
la distesa dei dannati del 3º girone del VII cerchio, Alessandro Vellutello (1534)

Virgilio allora intima a Dante di seguirlo, raccomandandogli di non calpestare la sabbia infuocata, ma di restare sul ciglio della selva. I due giungono quindi al punto in cui sgorga («spiccia fuor de la selva») un picciol fiumicello, il cui corso, rosso di sangue, suscita in Dante un senso di raccapriccio, riportandolo con la memoria ai dannati immersi nel Flegetonte, visti due cerchi prima. Si tratta infatti dello stesso fiume infernale, come Virgilio preciserà a breve.
Nell'attesa della spiegazione, Dante paragona il ruscello al Bulicame, una sorgente termale presso Viterbo, le cui acque venivano incanalate in piccoli ruscelli per essere condotte in abitazioni femminili. Su queste donne la tradizione manoscritta riporta due varianti interpretative: la più diffusa le identifica come peccatrici, ossia meretrici, che usavano le acque calde a fini igienici o curativi; secondo un'altra lettura, meno attestata, si tratterebbe invece di pectatrici, ovvero lavoranti addette alla pettinatura della lana. Poco prima, Dante aveva già impiegato la parola bulicame come sostantivo generico per indicare un fiume bollente, nel contesto dei dannati immersi fino alla gola.
Proprio come nel Bulicame le acque vengono canalizzate, così anche il fiumicello infernale è incanalato entro argini di pietra, che nel canto successivo verranno descritti attraverso due ampie similitudini. Virgilio intanto invita Dante a osservare con attenzione: è cosa mirabile che le fiamme si spengano al contatto con i vapori che si sollevano dal fiume. Dante, tuttavia, sembra non cogliere pienamente il senso del fenomeno – non è chiaro se non comprenda che si tratta del medesimo Flegetonte, oppure se non percepisca l'eccezionalità dell'effetto che suscita lo stupore della guida.
È a questo punto che Virgilio, per chiarire l'origine del fiume e, più in generale, dei fiumi infernali, introduce un'articolata allegoria: la figura del Veglio di Creta.

### Il Veglio di Creta - vv. 94-120
L'allegoria del cosiddetto "Veglio di Creta" è una delle più complesse e dense di significato di tutto il poema, e in questo punto del canto ha la funzione principale di spiegare l'origine dei fiumi infernali.
Virgilio inizia con una descrizione dell'isola di Creta:

«In mezzo mar siede un paese guasto»,

diss'elli allora, «che s'appella Creta,

sotto 'l cui rege fu già 'l mondo casto.

Una montagna v'è che già fu lieta

d'acqua e di fronde, che si chiamò Ida;

or è diserta come cosa vieta».

«Nel mezzo del mare si trova una terra desolata» – dice Virgilio – «chiamata Creta, sotto il cui re (Saturno) il mondo fu un tempo virtuoso. Vi si trova una montagna che un tempo era ricca d'acque e di boschi, il monte Ida, oggi però abbandonata, come una cosa vetusta e caduca».

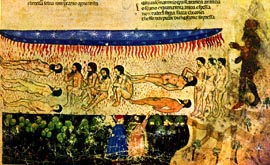
La distesa dei violenti contro natura, Dante e Virgilio, da basso nel bosco, indicano il Veglio di Creta sulla destra (manoscritto dell'Anonimo veneto, fine del XIV secolo)

Creta è scelta come luogo simbolico per la sua centralità mitologica e culturale: vi nacque Zeus, come ricordato nella terzina seguente, e secondo la leggenda Rhea (o Cibele) vi nascose il figlio per sottrarlo alla furia di Crono, che divorava i propri figli temendo una profezia sulla sua fine. I Coribanti, sacerdoti della dea, coprivano i vagiti del neonato con le loro grida e danze sfrenate.
Proprio all'interno del monte Ida, prosegue Virgilio, si erge una gigantesca statua di vecchio, il Veglio, con le spalle rivolte a Damietta (in Egitto) e il volto rivolto a Roma, in cui si specchia.
Fin da questo punto è evidente il significato simbolico di Creta: terra d'origine della civiltà, ponte tra Oriente (luogo dei primordi umani e spirituali) e Roma, centro dell'autorità terrena nel presente storico di Dante.
Segue la descrizione della statua, ispirata al sogno di Nabucodonosor narrato nel libro di Daniele (2,31-33). Il Veglio ha la testa d'oro, il petto e le braccia d'argento, il ventre e le cosce di rame, le gambe di ferro; il piede destro è d'argilla, mentre il sinistro è di ferro. Tuttavia, contrariamente alla narrazione biblica in cui i piedi sono una mescolanza di ferro e creta, Dante distingue i due materiali: e fa appoggiare il peso della statua proprio sul piede d'argilla, il più fragile.
Da ogni parte del corpo, tranne che dalla testa d'oro, si aprono numerose crepe da cui sgorgano lacrime che, raccogliendosi nella cavità del monte, generano un fiume sotterraneo. Questo fiume scorre giù per i gradoni dell'Inferno e diviene l'Acheronte, lo Stige e il Flegetonte, fino a confluire nel Cocito, lo stagno ghiacciato che si trova al centro della terra e dell'Inferno. Virgilio conclude dicendo che più avanti Dante vedrà quello stagno, ma non è ancora il momento di parlarne.
Rispetto alla fonte biblica, Dante apporta alcune significative modifiche: nei versetti di Daniele non si menzionano fessure né lacrime; la statua crolla sotto il colpo di una pietra "non tagliata da mano d'uomo", simbolo del Regno di Dio che distruggerà i regni della terra. Dante riprende la struttura metallica della statua ma la trasforma in un'allegoria storica, etica e teologica.
Secondo la lettura storico-politica, i materiali del corpo del Veglio rappresentano le età dell'umanità, in una parabola decrescente dal primitivo stato di giustizia (l'età dell'oro) a epoche via via più corrotte. Le lacrime rappresentano le sofferenze e le colpe dell'umanità decaduta. Il fatto che la statua si appoggi sul piede d'argilla – e non su quello di ferro – è un simbolo della contemporaneità: il potere papale, debole ma dominante, è preferito rispetto all'Impero, forte ma marginalizzato. Il Veglio, incrinato e corrotto, si riflette in Roma, essa stessa simbolo della decadenza morale e istituzionale.
Secondo un'altra interpretazione più filosofico-morale, ispirata all'Etica Nicomachea di Aristotele, il Veglio rappresenta la condizione interiore dell'essere umano: la testa d'oro simboleggia l'intelletto e il libero arbitrio, le parti via via inferiori le facoltà inferiori dell'anima (volontà, desiderio, passione) sempre più soggette alla corruzione del peccato. Le lacrime che ne sgorgano rappresentano il pianto dell'umanità che, attraverso i fiumi infernali, alimenta la pena eterna.
A questa visione si collega anche un possibile significato iniziatico: i vapori delle lacrime, salendo, attenuano le fiamme e rendono possibile il passaggio del pellegrino. In questa prospettiva, il pianto del Veglio è al tempo stesso simbolo del male che corrompe l'uomo e condizione necessaria per la salvezza, perché introduce alla conoscenza del peccato e del destino dell'anima.
In definitiva, il Veglio di Creta è una poderosa allegoria della storia dell'umanità, della decadenza morale e politica del mondo, e della fragilità costitutiva dell'essere umano, che riversa nel mondo il proprio dolore sotto forma di fiumi infernali. Le sue lacrime, nate dall'uomo, ritornano a punire l'uomo.

### I fiumi infernali - vv. 121-142
Dante ha ancora bisogno di alcune spiegazioni e si rivolge a Virgilio per comprendere meglio l'origine del fiumicello. Chiede perché, se questo corso d'acqua proviene dal mondo dei vivi, lo incontrino solo ora. Virgilio risponde che finora il loro cammino si è sempre mosso verso sinistra, lungo la discesa dell'Inferno, ma che non hanno ancora compiuto un intero giro. Il riferimento è alla struttura concentrica dell'Inferno: essi stanno solo ora iniziando a percorrere il bordo esterno di questo cerchio, che li condurrà nuovamente verso il centro.
Dante chiede anche dove siano il Flegetonte e il Lete, due fiumi ancora non menzionati esplicitamente. Virgilio gli risponde che avrebbe già dovuto riconoscere il Flegetonte dal "bollore" del sangue, notato due gironi prima: l'acqua rossa e ribollente del fiumicello è appunto parte di quel medesimo fiume infernale. Quanto al Lete, Virgilio afferma che Dante lo vedrà, ma non in Inferno: esso si trova infatti fuori dalla "fossa infernale", nel Purgatorio, dove le anime lo attraversano per purificarsi dalla memoria del peccato, una volta che la colpa sia stata rimossa attraverso il pentimento (cfr. Purgatorio, XXVIII). Il Lete è dunque un fiume salvifico, non punitivo: le sue acque non infliggono dolore, ma lavano la memoria della colpa, lasciando solo il bene compiuto.
A questo punto Virgilio tronca il discorso, quasi per evitare ulteriori digressioni, e invita Dante ad allontanarsi dal bosco e a seguirlo lungo gli argini del fiumicello, che fungono da vero e proprio sentiero. Su quei margini, infatti, le fiamme non cadono, poiché i vapori che salgono dal corso d'acqua le estinguono, rendendoli sicuri da percorrere. È questo il sentiero stabilito dalla Provvidenza per proseguire il viaggio verso il centro dell'Inferno.